# ديانهونغ
شاي ديانهونغ بالصينية 滇紅茶 أو "شاي يونان الأحمر" هو نوع من الشاي الأسود الصيني الفاخر نسبيًا والذي يستخدم أحيانًا في خلطات الشاي المختلفة وينمو في مقاطعة يونان بالصين.  الفرق الرئيسي بين شاي ديانهونغ وأنواع الشاي الأسود الصينية الآخرى هو عدد الاوراق" الموجودة في الشاي المجفف.  ينتج شاي ديانهونغ مشروبًا بلون برتقالي ذهبي نحاسي برائحة حلوة ولطيفة. تنتج الأنواع الأرخص ثمناً من شاي ديانهونغ مشروبًا بنيًا داكنًا يمكن أن يكون مرًا جدًا.